# События на руднике Марусиа
«События на руднике Марусиа» (исп. Actas de Marusia) — мексиканский кинофильм чилийского режиссёра Мигеля Литтина, вышедший на экраны в 1976 году. Экранизация одноимённого романа Патрисио Маннса (1974), основанного на событиях бойни на чилийском руднике Марусиа в марте 1925 года. Лента получила мексиканскую премию «Золотой Ариэль», участвовала в конкурсной программе Каннского кинофестиваля и была номинирована на премию «Оскар» за лучший фильм на иностранном языке.

## Сюжет
Действие происходит в начале XX века в маленьком шахтёрском городке Марусиа на севере Чили. Рабочие страдают от тяжёлых условий труда и деспотизма британской компании, которая владеет рудником и которой фактически принадлежит вся власть в этом районе. Понимая, что путь индивидуального террора никуда не ведёт, профсоюзный активист Грегорио убеждает товарищей начать всеобщую забастовку, рассчитывая, что её поддержат и на других рудниках. Когда местным полицейским не удаётся запугать шахтёров, из города вызывают крупный военный отряд...

## В ролях
- Джан Мария Волонте — Грегорио
- Диана Брачо — Луиса, школьная учительница
- Клаудио Обрегон — капитан Тронкосо
- Эдуардо Лопес Рохас — Доминго Сото
- Патрисия Рейес Спиндола — Роза
- Сальвадор Санчес — Себастьян
- Эрнесто Гомес Крус — Крискуло (Медио Хуан)
- Артуро Беристайн — Артуро
- Сильвия Марискаль — Маргарита
- Алехандро Пароди — Эспиноса